# Centromerus bulgarianus
Centromerus bulgarianus är en spindelart som först beskrevs av Pencho Drensky 1931.  Centromerus bulgarianus ingår i släktet Centromerus och familjen täckvävarspindlar.
Artens utbredningsområde är Bulgarien. Inga underarter finns listade i Catalogue of Life.